# Burn the World
Burn the World è il secondo album del gruppo hardcore punk svedese AC4, pubblicato nel 2013 dalla Ny Våg Records e dalla Deathwish Inc.

## Tracce
1. Curva del Diablo
2. Who's the Enemy
3. All Talked Out
4. Die Like a Dog
5. Morality Match
6. Bullet for Your Head
7. Don't Belong
8. Diplomacy Is Dead
9. Burn the World
10. Eye for an Eye
11. I Won't Play Along
12. Breakout
13. Extraordinary Rendition
14. I Don't Want It I Don't Need It
15. Off the Hook
16. Left You Behind

## Formazione
- Dennis Lyxzén - voce
- Karl Backman - chitarra
- Christoffer Röstlund Jonsson - basso
- Jens Nordén - batteria